# Coll dels Gavatxos
El Coll dels Gavatxos és una collada situada a 2.348,8 metres d'altitud al límit dels termes comunals de Censà, de la comarca del Conflent, a la Catalunya del Nord, i de El Bosquet, a la comarca del País de Salt, del Llenguadoc (Occitània).
És un coll de muntanya situat a l'extrem nord del terme comunal de Censà i al sud del del Bosquet. És per tant, un dels límits septentrionals dels Països Catalans.